# الإبراهيمية (الشرقية)
مركز ومدينة الإبراهيمية بمحافظة الشرقية بمصر.

## تاريخ المركز
سمى بهذا الاسم نسبة إلى إبراهيم باشا عندما أتى إلى الإبراهيمية وكانت عبارة عن بركة من المياة أقام معسكر جيشه أثناء حربه مع الدولة العثمانية فأقام بها قصره ومن ذلك اليوم سميت بالإبراهيمية.

## اقتصاد

### النشاط الزراعي في مدينة الإبراهيمية
تعتبر الزراعة هي الحرفة الرئيسية في مدينة الإبراهيمية حيث يحترف ما لا يقل عن نصف عدد السكان الزراعة وذلك لوجود مساحات من الأراضي الزراعية الخصبة والترع والمصارف.

### أهم المحاصيل الزراعية
تنتشر زراعة القمح والأزرة والأرز والقطن المصري المعروف بطول تيلته كما تجود زراعة الخضروات كالطماطم، الفاصوليا واللوبيا والبسلة وغيرههم من الخضروات وبعض الفواكة كالعنب كما ينتشر الكثير من أشجار النخيل في قرية الحلوات.

### الصناعة
هناك العديد من الصناعات الصغيرة في مدينة الإبراهيمية، كصناعة الموبيليا التي تاتي في المرتبة الأولى ثم صناعات ثقيلة كمعدات زراعية ومقاطير للجرارات الزراعي كما تعتبر شركة مضارب أرز الإبراهيمية من أهم ملامح الصناعة في المدينة وهناك أيضا“ صناعة المواسير البلاستيك.

### التجارة
تسود تجارة الحبوب والغلال وتجارة الخردة وتجار المواشي وكذلك تكثر مزارع الدواجن وتجارة الدواجن في مدينة الإبراهيمية وكذلك تنتشر مزارع عسل النحل الطبيعي وغذاء الملكات .

## قرى الإبراهيمية
السدس - قطيفة مباشر - مباشر - الحلوات - كفر محسن - شرقية مباشر - الجلايلة - تل محمد - الطواحين - كفر الشرفا البحري - كفور نجم - الحبش - الخضارية - كفر أبو الديب